# Matija Ambrožič
Matija Ambrožič, slovenski zdravnik pediater in pedagog, * 24. februar 1889, Hrastenice, † 15. julij 1966, Beograd.

## Življenjepis
Ambrožič je študij medicine končal leta 1918 na Dunaju. Po končanem študiju se je od leta 1919 do 1926 zaposlil v Ljubljani, kjer je leta 1923 organiziral Zavod za socialno-higiensko zaščito dece s prvo šolo za otroške medicinske sestre v Sloveniji (1924) in prvo rejniško kolonijo v Lukovici (1926). Leta 1926 se je preselil v Beograd, kjer je postal izredni profesor pediatrije in upravnik Centralnega zavoda za zaščito matere in otrok. V Beogradu je združeval ustanove po vzoru iz Ljubljane in leta 1940 zgradil univerzitetno pediatrično kliniko. Od leta 1946 do 1960 je bil redni profesor pediatrije na Medicinski fakulteti v Beogradu.
Ambrožič je bil vzgojitelj mater, medicinskih sester in pediatrov, mednarodno priznan pobudnik socialne pediatrije v Jugoslaviji in njen predstavnik v UNICEF.